# Синоним
Синоним (кованица грчких речи syn (συν) — „више“ и onoma (όνομα) — „име“) је реч која је по значењу идентична или врло слична некој другој речи, али се од ње разликује по свом облику. Синоними су речи које имају исто или блиско значење (гледати – посматрати, непристојно – недолично: рећи – казати, стидљив – срамежљив, ученик – ђак, леп – красан –заносан, домовина – отаџбина, сала – дворана). Такве речи стоје у односу синонимије.

## Врсте синонимије
Поклапања у значењу речи могу бити потпуна и делимична. Када се две речи подударају у свим значењима онда се ради о  тоталној (апсолутној) синонимији. Она је могућа само код лексема које имају једно значење. Такви су углавном научни и стручни термини: 
вокал – самогласник водоник – хидроген фразем – израз
Када се две вишезначне речи подударају само у неким значењима, кажемо да се ради о парцијалној синонимији. Могу се подударати само основна значења попут: ђак – ученик, поклон – дар
Може се и основно значење једне речи подударати са секундарним значењем друге речи: кућа – породица; проницљив – бистар, фаца – неко и нешто, халуцинација – сан (машта, бесвесност), хартија –папир, хладноћа – равнодушност

## Настанак
Синоними настају:
1. стварањем експресивне (емоционално обојене лексике): разговарати – ћеретати – ћућорити – ћаскати
2. стварањем секундарних значења лексема (метафоричних и метонимијских): дом и  завичај су синоними када означавају“ родни крај“ почетак – колевка, препородити се – вратити се у живот[2]
3. позајмљивањем речи из страних језика: релација – однос, компјутер – рачунар, емоција – осећање, филантропија – човекољубље
4. различитим творбеним процесима: смејати се – смејуљити се – церити се – церекати се,[3]смршати – омршавети –смршавети[4]

Синоними служе прецизнијем, богатијем и сликовитијем изражавању. Избор речи је условљен контекстом и самим учесницима у комуникацији. Неки синоними се не могу употребити у истом контексту, иако им је значење блиско (говорити неки језик, али не и причати неки језик). Чест је случај да за исти појам постоји једна домаћа и једна страна реч (географија – земљопис), као и једна обична и једна учена реч (живац – нерв). Синоними се најчешће јављају као група лексема чија се значења не подударају сасвим или се њима означавају различите нијансе истог значења. Примери:
осамљен –усамљен – повучен
исправити –поправити – преправити
красан – леп – анђеоски –заносан
примитиван – прост – некултуран

## Стилска вредност синонима
Стилску вредност имају синоними са ужим значењем које није неутрално и такве се речи ређе употребљавају. Ако упоредимо придеве љубопитљив и дружеван са њиховим синонимским паром радознао и дружељубив, уочићемо да први пар има стилску вредност, а други пар неутрално значење. У свакодневној комуникацији чешће употребљавамо речи које имају неутрално значење. Стил нарушавају речи које су постале клишеи: затишје пред буру, стајлинг, опција (1) итд.

## Примери
Пример синонима су речи мачка и feline. Обе описују било ког припадника породице Felidae.
У пренесеном значењу, две речи могу бити синоними уколико имају исту конотацију:
"раширено мишљење … Холивуд је био синоним за неморал" (Doris Kearns Goodwin)
Синоними могу бити именице, прилози, глаголи, предлози и придеви, док год две речи које чине пар синонима део истог дела говора.
Још неки од примера синонима:
- беба и новорођенче (именица)
- ученик и ђак (именица)
- згодна и атрактивна (придев)
- брзо и хитро (прилог)[6]